# Quatre rois célestes (Hong Kong)

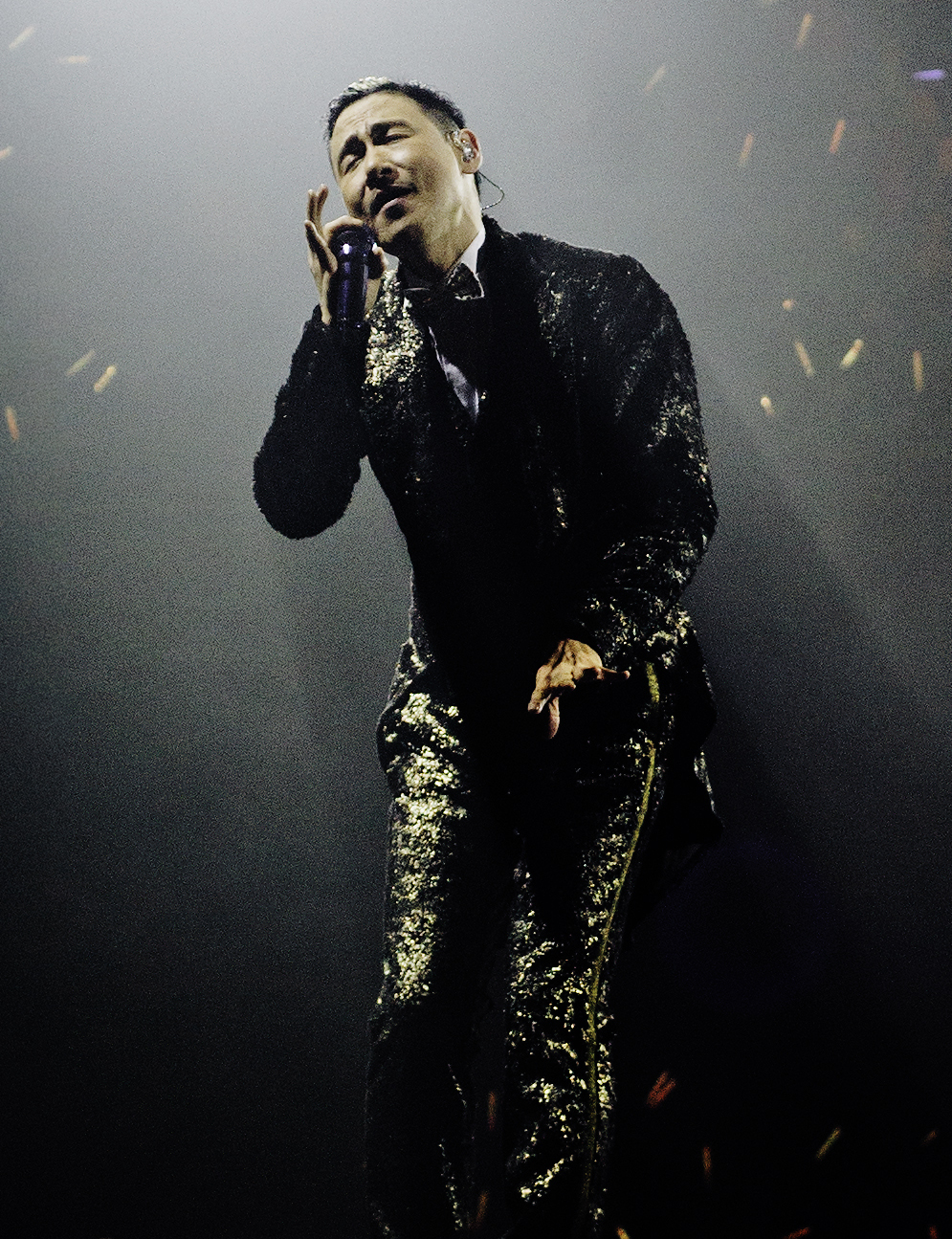
Jacky Cheung en 2018.

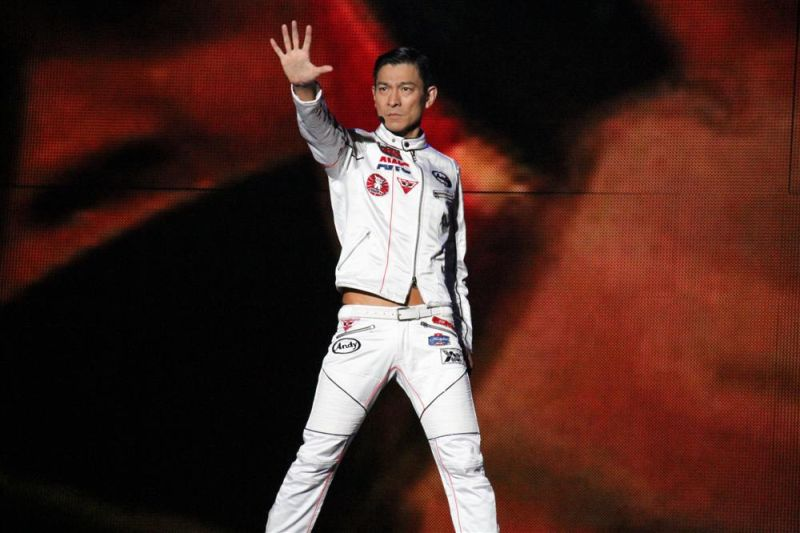
Andy Lau en 2011.

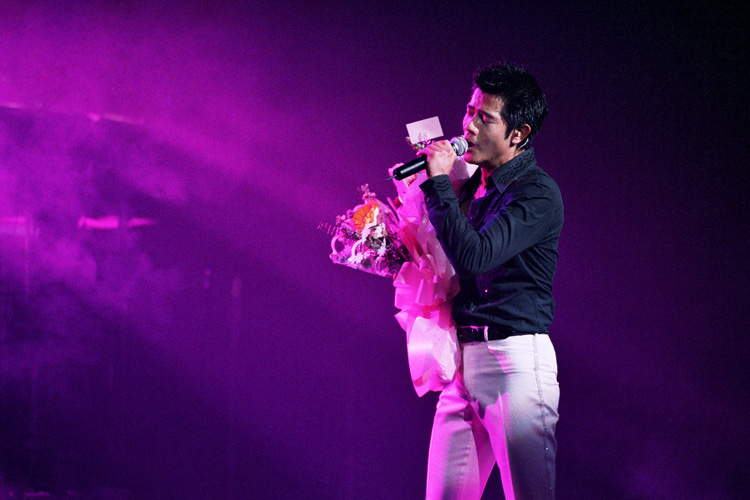
Aaron Kwok en 2002.

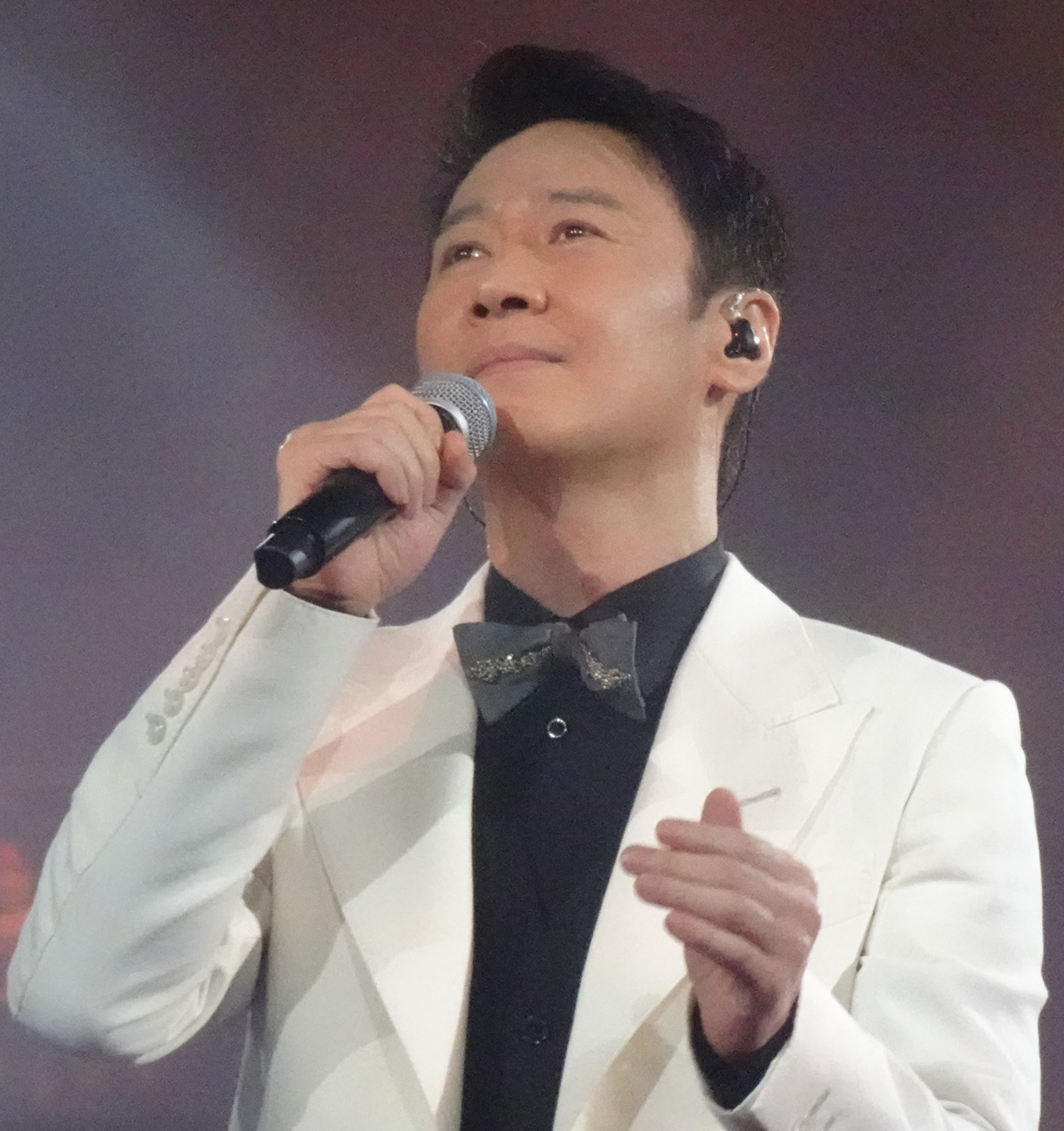
Leon Lai en 2021.

Les Quatre rois célestes (四大天王) est un surnom créé en 1992 par le journal hongkongais Oriental Daily News (en) pour désigner les quatre plus grandes vedettes de l'industrie du spectacle de l'époque : Jacky Cheung, Andy Lau, Aaron Kwok et Leon Lai. Ils ont la particularité de connaître un grand succès autant dans la chanson (en cantopop et en mandopop) qu'au cinéma et dominent l'industrie à Hong Kong et dans le monde chinois dans les années 1990. C’est ainsi que cette période est parfois appelée l'« ère des Quatre rois célestes » à Hong Kong, leurs chansons ayant largement occupé la majorité du Top 10 des chansons de l'année sur une période de six ans.
Le terme est dérivé de celui des Quatre Rois célestes qui est à l'origine une référence à quatre dieux du bouddhisme.

## Les Quatre rois célestes
- Jacky Cheung (né le 10 juillet 1961)
- Andy Lau (né le 27 septembre 1961)
- Aaron Kwok (né le 26 octobre 1965)
- Leon Lai (né le 11 décembre 1966)

## Filmographie
| Film     | Film                       | Film   | Film | Film | Film | Film |
| Année    | Film                       | Cheung | Lau  | Kwok | Lai  | Notes |
| -------- | -------------------------- | ------ | ---- | ---- | ---- | --- |
| 1988     | As Tears Go By             |        |      |      |      | Hong Kong Film Award du meilleur acteur dans un rôle secondaire (Cheung) Nomination : Hong Kong Film Award du meilleur acteur (Lau)                                                                                                 |
| 1989     | Little Cop                 |        |      |      |      | |
| 1990     | Nos années sauvages        |        |      |      |      | |
| 1991     | Saviour of the Soul        |        |      |      |      | Nomination : Hong Kong Film Award du meilleur acteur dans un rôle secondaire (Kwok) |
| 1991     | Lee Rock 2                 |        |      |      |      | |
| 1991     | The Banquet                |        |      |      |      | |
| 1992     | Gameboy Kids               |        |      |      |      | |
| 1992     | Gun n' Rose                |        |      |      |      | |
| 1992     | With or Without You        |        |      |      |      | |
| 1992     | The Wicked City            |        |      |      |      | |
| 1993     | Future Cops                |        |      |      |      | |
| 1998     | Anna Magdalena             |        |      |      |      | |
| 2003     | Infernal Affairs 3         |        |      |      |      | Golden Horse Award du meilleur acteur (Lau) Chinese Film Media Awards du meilleur acteur (Lau) Nomination : Golden Bauhinia Awards du meilleur acteur (Lau)                                                                         |
| 2003     | Golden Chicken 2           |        |      |      |      | Golden Bauhinia Awards du meilleur acteur (Cheung) Prix anniversaire Ming Pao du meilleur acteur (Cheung) Nomination : Hong Kong Film Award du meilleur acteur (Cheung) Nomination : Golden Horse Award du meilleur acteur (Cheung) |
| 2004     | La Voie du Jiang Hu        |        |      |      |      | |
| 2009     | The Founding of a Republic |        |      |      |      | |
| 2009     | Bodyguards and Assassins   |        |      |      |      | |
| 2012     | Cold War                   |        |      |      |      | |
| 2016     | From Vegas to Macau 3      |        |      |      |      | |
| Série TV |                            |        |      |      |      | |
| Year     | Title                      | Cheung | Lau  | Kwok | Lai  | Notes |
| 1989     | Song Bird (en)             |        |      |      |      | |